# گبه ایل بختیاری
مردمان ایل بختیاری در میان طبیعت زندگی می‌کنند و در آفریدن نقش مایهٔ دست بافته‌های خود از طبیعت الهام می‌گیرند. هنر مردم ایل بیانگر زندگی روزمره، اعتقادات و باورها و آداب و رسوم آن‌ها می‌باشد.

## گبه
دستبافته‌ای با پرزهای بلند است. علت نامیده شدن گبه به این نام پودهای درازی است که در این دستبافته نسبت به قالی بیشتر استفاده می‌شود. گبه در طرح‌ها و نقش‌های مختلفی چون اشکال هندسی، مربع‌های واحدالمرکز، خطوط موازی و اشکال دیگر تولید می‌شود.

## گبه بختیاری
گبه‌های بختیاری ساختار مشابهی دارند. در اندازه‌های بزرگ بافته می‌شوند. تار و پود آن از نخ پنبه به دست می‌آید و به همین دلیل در بازارهای ایران این گبه با نام گبه نخی شناخته می‌شود.

## نقش مایه
نقوش باستانی مورد استفاده در ایل شامل موارد زیر می‌شود:
خورشید
در میان اقوام آریایی نشانه خوشبختی زندگی و نور که جایگاهش آسمان است می‌باشد.
گل هشت پر
این نقش نیز از دوران قالی پازیریک بدون تغییر تا امروز استفاده شده‌است.
سرو
از نقوشی که از زمان باستان کاربرد داشته و به عنوان سمبل درخت زندگی مشهور بوده‌است.

## طرح‌های گبه
ترنج‌های لوزی شکل، طرح درخت زندگی، طرح ترنج، طرح شطرنجی، طرح گل و بته، طرح کف ساده، طرح اردک، طرح شیری، طرح محرمات مورب طرح تصویری، طرح سر تا سری، نقوش انسانی از طرح‌های گبه‌های ایل بختیاری است.

## اشیا پیرامون در صحنه بافته‌های ایل
بافندگان ایل از اشیا پیرامون خود برای پر کردن بافته هایشان استفاده می‌کنند. یکی از این اشیا اره است که با نقش مهندسی دانه دار مثلثی شکلش در کامل کردن نقوش بافته‌ها نقش مهمی را ایفا می‌کند. از میان دیگر ابزارهای مورد استفاده می‌توان به هچه اشاره کرد که به عنوان ابزاری برای محکم نگه داشتن وسایل روی حیوانات باربر از آن استفاده می‌شده‌است.

## موارد کاربرد گبه
از گبه‌های نرم به عنوان زیر انداز نوزادان بهره می‌گرفتند. همچنین از گبه‌های زیبا برای زیر انداز میهمانان ویژه استفاده می‌کردند. از برخی از آن‌ها به عنوان رو انداز در زمستان استفاده می‌شده‌است. نوعی دیگر از گبه با عنوان گبه پتویی موجود است که با پرز بلند به صورت دو رو بافته می‌شود.

## گبه پتویی یا گبه دو طرفه
گبه پتویی نوعی فرش است که هر دو روی آن پرز بافی شده و همان‌طور که از نام آن پیداست به عنوان پتو از آن استفاده می‌شود. عامل اصلی زیبایی و دلنشینی گبه‌های پتویی پشم بلند و پرز بلندی است که در آن‌ها استفاده شده‌است. نرم بودن این گبه به خاطر ساختار خاص و ویژه این نوع از گبه است.
قبل از وارد شدن پتوهای ماشینی به بازار، رختخواب عشایر شامل دستبافته‌های خودشان می‌شد. با اینکه برخی از خانواده‌ها از جمله خوانین از پتوهای شهری استفاده می‌کردند، اما اکثر چادرنشینان به دلیل نداشتن قدرت خرید مجبور بودند از دستبافته‌های خود استفاده کنند. با اینکه این گبه در مقایسه با جاجیم و نمد از نرمی و گرمی بهتری برخوردار بود، با وارد شدن پتوهای انگلیسی و یزدی این نوع از گبه به سرعت از میان برداشته شد و تولید آن‌ها به دست فراموشی سپرده شد. بدین ترتیب از این گبه‌ها به عنوان زیر پایی استفاده شد و به مرور زمان فاقد پرز شدند. امروزه این گبه‌ها کمیاب و ارزشمند هستند.
انتخاب واژه دو طرفه علاوه بر اینکه به خاطر استفاده از هر دو روی این گبه است، به خاطر ابزار و ساختار این دستبافته نیز می‌باشد. زیرا هم دار این گبه دو طرفه است و همچنین دو بافنده آن را می‌بافند.
این گبه تنها با داری عمودی که باید بدون هیچ تکیه گاهی برپا باشد بافته می‌شود. دلیل آن این است که دو بافنده بتوانند به راحتی در دو طرف آن قرار بگیرند.
به خاطر مشکلاتی که در بافت این گبه وجود دارد هم کمتر تولید می‌شود و نیز نسبت به گبه‌های دیگر قیمت بیشتری دارد. این گبه بیشتر مورد استفاده خوانین و اشراف بوده‌است. طرح این گبه‌ها شامل نقش‌های هندسی و ساده است و از طرح‌های گل و بوته ای در آن استفاده نمی‌شود، زیرا انتخاب طرح‌های ظریف و پر کار سرعت و هماهنگی در بافت را پایین می‌آورد.